# FC東京小平グランド

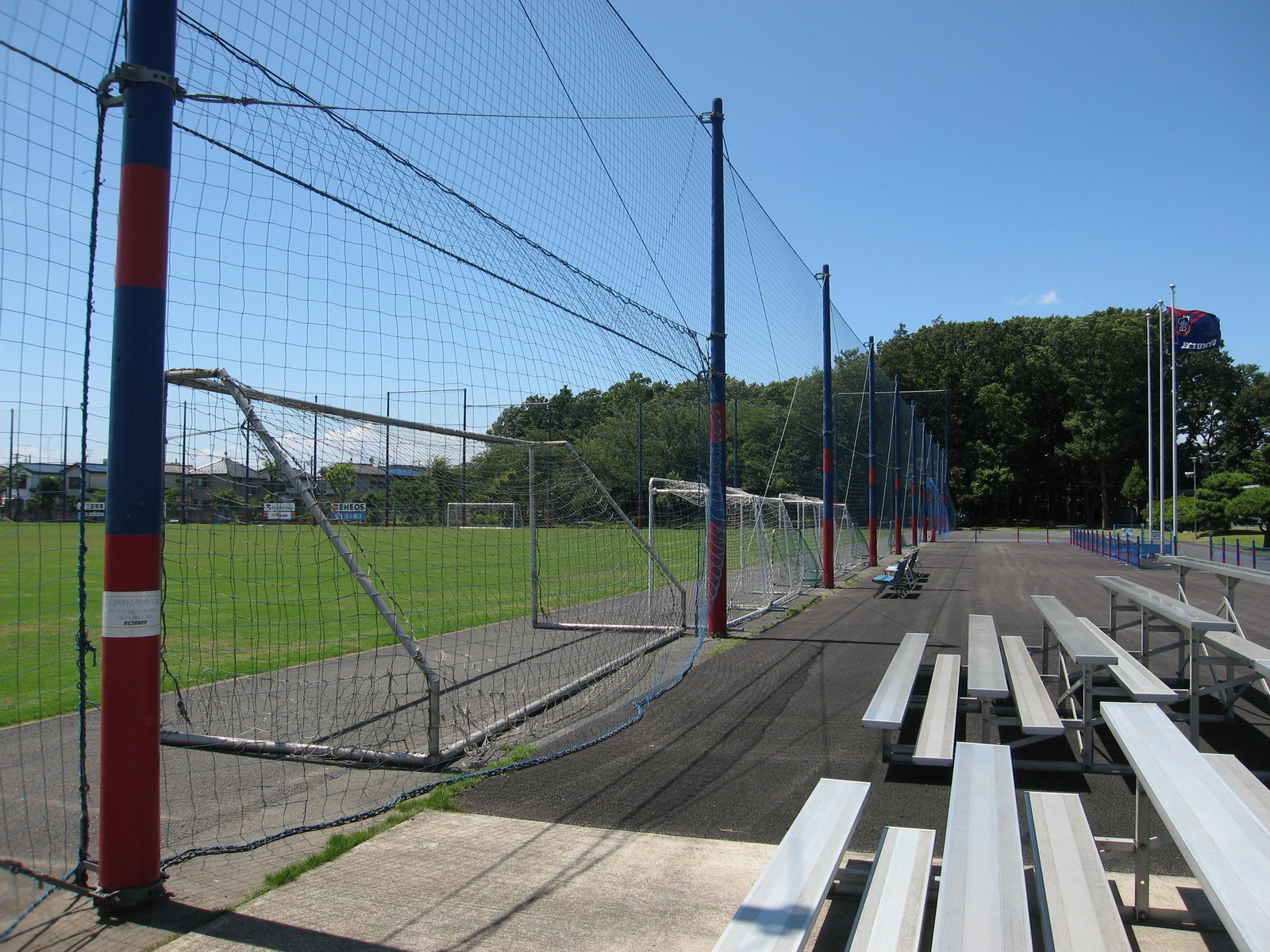
FC東京・小平グランド 見学スペース

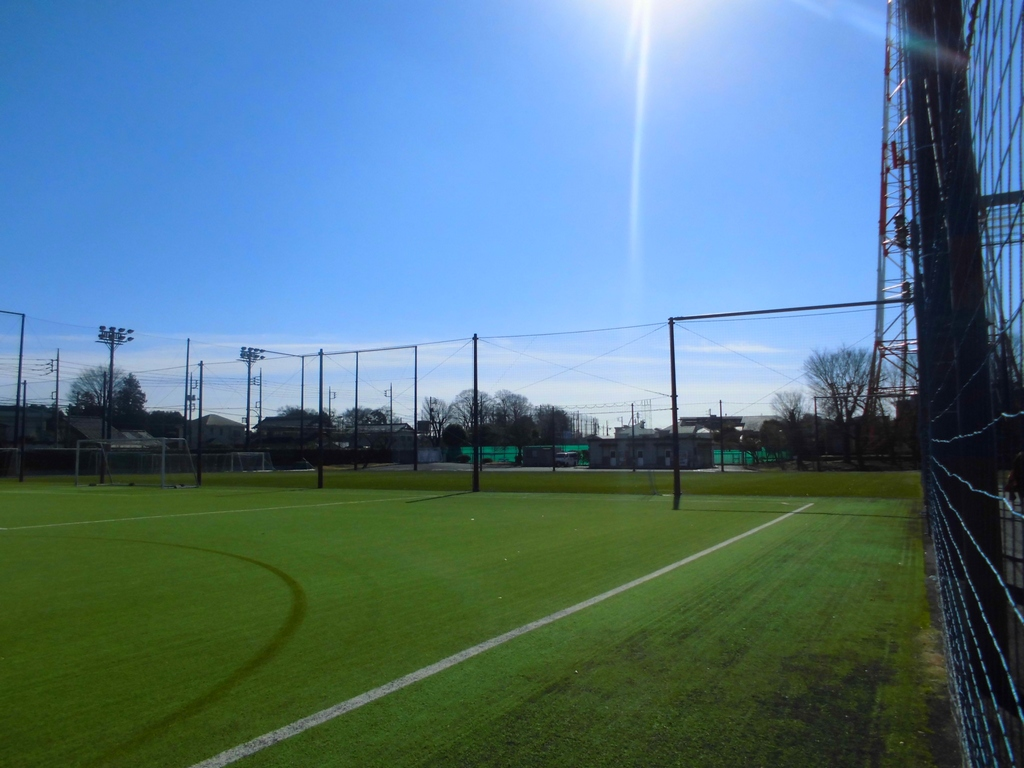
武蔵野苑・多目的グランド

FC東京小平グランド （FCとうきょうこだいら―）は、東京都小平市にあるサッカーグラウンドで、Jリーグ・FC東京所有の練習場である。
2002年1月に東京ガスからの働きかけを受け、FC東京深川グランドからより広い練習施設を有する当地へ移転した。ピッチとスタンドの間に設置されている防護ネットの支柱は、同クラブのチームカラーである青と赤に塗り分けられている。
当地は元々、東京ガスの福利厚生施設である「東京ガス武蔵野苑」であり、グラウンドに隣接して多くのテニスコートが存在していたが、2006年8月からこのスペースを人工芝のサッカーグラウンドとして再整備し、2007年1月から利用している。この人工芝グラウンドは「多目的グランド」と名付けられ、FC東京U-18の活動拠点が深川からこの多目的グランドへと移された。また、ユースの公式戦・高円宮杯 JFA U-18サッカープリンスリーグの試合などでも多目的グランドが使用される。
2012年7月からは小平市文化スポーツ課を窓口とし、多目的グランドの一般団体利用も可能となった（有料、平日のみ、小平市在住・通学・勤務者に限る）。
現在もテニスコート数面やミニゴルフなど福利施設としての機能も一部に残されている。

## 施設概要
- 所在地：小平市大沼町3-14-1
- 敷地面積 約2万坪
- クラブハウス：選手用ロッカー・食堂、クラブ事務所、社長室、監督室、強化スタッフルームなど
- メイングラウンド：収容人数：300人（全席座席）
- サブグラウンド（B面）：収容人数：200人（全席座席）
- 室内練習場：フィジカルトレーニングルーム、記者会見場、ミーティングスペースなど

## アクセス
- 西武バス（武21系統・武蔵小金井駅 - 久留米西団地 - 東久留米駅西口）錦城高校前バス停で下車、徒歩1分。同バスは西武新宿線花小金井駅前からも利用する事ができる。
- 西武新宿線・拝島線 小平駅から徒歩15分～20分。
- 立地としては新小金井街道と新青梅街道の交差する地点にあるが、一般向け駐車場は無いため車での来場は不可。公共交通機関を使用して行く必要がある。
- 見学者は新小金井街道に面した専用入口より入る。新青梅街道に面した入口は関係者専用となっている[1]。